# Giulio Morina

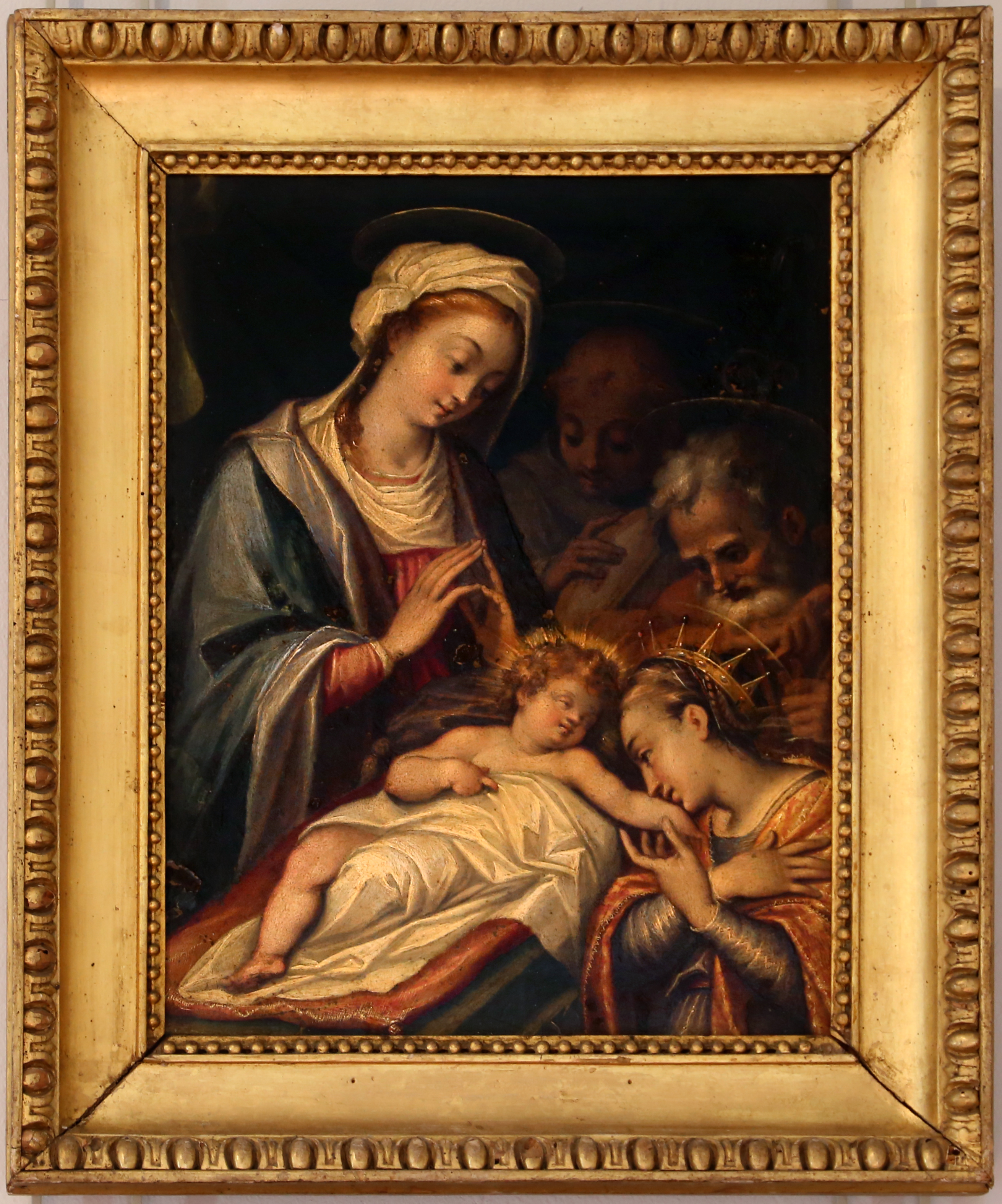
Madonna col Bambino e santi, Ajaccio, Museo Fesch

Giulio Morina (Bologna, 1550 circa – Mirandola, 1609) è stato un pittore italiano.

## Biografia
Giulio nacque a Bologna nel  1550 circa. Allievo del Sabbatini, per errore fu detto Maina del Marino. Il maestro prese molta parte ai suoi lavori e seguì poi i Carracci.
Sue opere sono presenti nelle chiese di Bologna.
Fu pure a Parma al servizio del Duca per qualche tempo. Nella pinacoteca di Bologna vi è un 
suo quadro rappresentante la Visione di Santa Caterina Vigri.